# Joseph Brochard
Joseph Brochard, résistant français, né à Mayenne le 16 mars 1896, mort le 20 août 1977 à Mayenne, il est à l'initiative du groupe de résistance intérieure groupe franco-anglais.

## Biographie
Horticulteur-paysagiste à Mayenne, il est chef de la fanfare d'Ambrières puis directeur, de 1955 à 1977, de la Musique municipale de Mayenne. Ancien combattant 1914-18, il est à l'origine de la résistance dans l'arrondissement de Mayenne ; dès juillet 1940, à Mayenne et Aron, il s'emploie avec d'autres patriotes à faciliter l'évasion des prisonniers français internés à la caserne de Mayran à Mayenne et dans les environs (commandos de travail), puis à accueillir et camoufler les aviateurs alliées abattus, les personnes poursuivies et recherchées par la police allemande. 
Il travaille en liaison avec les groupes  « Action-Plan Tortue » de Jacques Foccart à Ambrières, André Rougeyron de Domfront, Marcel Guerrier d'Evron. 
Son groupe effectue des cambriolages de mairie pour obtenir des tickets et des carnets. Ces groupes qu'il appellera groupes franco-anglais opèrent à Mayenne, Ambrières, Gorron, Lassay, Martigné, Sacé(Jean Bordeaux, Jacques Bordier). Il participe ensuite avec André Mille à la création de petits groupes semblables dans la région d'Evron.
En mai 1944, la Gestapo débarque à son domicile. Elle vient pour arrêter Joseph, qui est absent. La maison est saccagée. Germaine Brochard, son épouse, également résistante comme son mari, est arrêtée, puis torturée. Elle est envoyée de Paris le 4 août 1944 vers Sarrebruck (camp de Neue Bremm). Elle est envoyée dans le camp de concentration de Ravensbruck, puis celui de Belzig où elle est libérée en avril 1945. A la Libération, il est membre du Comité départemental de libération de la Mayenne.

## Distinctions
- Chevalier de la Légion d'honneur (7 juin 1952)[6]
- Médaille de la Résistance française (31 mars 1947)[7]